# FC Hegelmann
Futbolo klubas Hegelmann là một câu lạc bộ bóng đá tương đối mới của Litva, Raudondvaris. Chơi trong bộ phận ưu tú kể từ năm 2009.

## Thành tích
- A lyga (D1)
- Cúp bóng đá Litva

## Mùa

### FC Hegelmann Litauen
| Mùa  | Trình độ | Liga                 | Không gian | Liên kết ngoài |
| ---- | -------- | -------------------- | ---------- | -------------- |
| 2013 | 4.       | Trečia lyga (Kaunas) | 2.         |                |
| 2014 | 4.       | Trečia lyga (Kaunas) | 1.         |                |
| 2015 | 3.       | Antra lyga (Pietūs)  | 7.         | [ 2 ]          |
| 2016 | 2.       | Pirma lyga           | 10.        | [ 3 ]          |
| 2017 | 3.       | Antra lyga (Pietūs)  | 6.         | [ 4 ]          |
| 2018 | 3.       | Antra lyga (Pietūs)  | 1.         | [ 5 ]          |
| 2019 | 2.       | Pirma lyga           | 7.         | [ 6 ]          |
| 2020 | 2.       | Pirma lyga           | 2.         | [ 7 ]          |
| 2021 | 1.       | A lyga               | 5.         | [ 8 ]          |

### FC Hegelmann
| Mùa  | Trình độ | Liga   | Không gian | Liên kết ngoài |
| ---- | -------- | ------ | ---------- | -------------- |
| 2022 | 1.       | A lyga | 4.         | [ 9 ]          |
| 2023 | 1.       | A lyga | 5.         | [ 10 ]         |
| 2024 | 1.       | A lyga | 2.         | [ 11 ]         |
| 2025 | 1.       | A lyga | .          | [ 12 ]         |

## Đội hình hiện tại
Tính đến 08-04-2025
Ghi chú: Quốc kỳ chỉ đội tuyển quốc gia được xác định rõ trong điều lệ tư cách FIFA. Các cầu thủ có thể giữ hơn một quốc tịch ngoài FIFA.
| Số | VT | Quốc gia    | Cầu thủ              |
| -- | -- | ----------- | -------------------- |
| 9  | TV | Litva       | Klaudijus Upstas     |
| 10 | TV | România     | Patrick Popescu      |
| 17 | TV | Bờ Biển Ngà | Harouna Abdoul Samad |

| Số | VT | Quốc gia | Cầu thủ           |
| -- | -- | -------- | ----------------- |
| 20 | TĐ | Litva    | Lukas Jonaitis    |
| 21 | TV | Litva    | Esmilis Kaušinis  |
| 66 | HV | Litva    | Vilius Armalas    |
| 71 | TM | Litva    | Laurynas Klimas   |
| 94 | TĐ | Nigeria  | Ugochukwu Oduenyi |